# Бабуров, Виктор Вениаминович
Ви́ктор Вениами́нович Бабу́ров (8 ноября 1903 — 18 ноября 1977) — советский архитектор, градостроитель, педагог, действительный член Академии архитектуры СССР (1950), член-корреспондент Академии строительства и архитектуры СССР (1957), профессор МАРХИ, Заслуженный архитектор РСФСР (1971).

## Биография
Родился в 1903 году в г. Галиче Костромской губернии в семье десятника на строительстве железных дорог.
В 1923—1930 гг. учился на Архитектурном факультете ВХУТЕМАС-ВХУТЕИН.
В 1930 году научный сотрудник Государственного института сооружений (ГИС).
С 1930 года по 1933 год — архитектор в Государственном институте проектирования городов (ГИПРОГОР).
В 1932 году разрабатывал конкурсный проект реконструкции Москвы по заказу АПУ Моссовета (в составе бригады ВОПРА совместно с арх. А. А. Карповым, И. П. Кычаковым, А. Я. Васильевым и А. Ф. Фридляндом).
С 1933 года по 1938 год — руководитель архитектурно-планировочной мастерской № 9 Моссовета (зам. В. А. Шквариков). Специализация мастерской — разработка проектов планировки пригородной зоны Москвы.
Член архитектурно-планировочной комиссии МГК ВКП(б) и Моссовета (председатель Л. М. Каганович) по выработке Генплана Москвы 1935 года.
С 1938 года по 1940 год — Главный архитектор проектной мастерской Академии Коммунального хозяйства.
С 1939 года по 1943 год — заведующий кафедрой «Архитектурное проектирование городов» Московского Архитектурного института (МАИ).
С мая 1941 года — член-корреспондент Академии архитектуры СССР.
С 1943 года по 1949 год — Начальник Главного управления планировки и застройки городов Комитета по делам архитектуры СНК СССР.
В послевоенные годы принимал участие в создании проектов восстановления Минска, Берлина, Дрездена и Варшавы.
С 1949 года по 1950 год — Начальник Управления планировки городов Министерства городского строительства СССР, заместитель председателя Комитета по делам архитектуры при Совете Министров СССР.
С сентября 1950 года — Действительный член Академии Архитектуры СССР.
С 1951 года по 1955 год — директор Научно-исследовательского Института Градостроительства Академии Архитектуры СССР (ЦНИИП градостроительства).
С апреля 1957 года — член-корреспондент Академии строительства и архитектуры СССР.
В 1956—1961 гг. — заведующий кафедрой «Планировка населённых мест» Московского Архитектурного института (МАИ-МАРХИ)
С 1961 года — профессор Московского Архитектурного института (МАИ-МАРХИ).
В 1961—1971 гг. — заведующий кафедрой «Градостроительство» Московского Архитектурного института (МАРХИ).
В 1971—1977 гг. — заведующий кафедрой «Основы теории градостроительства» Московского Архитектурного института (МАРХИ).
Жил в жилом доме на Котельнической набережной, 1/15. Скончался в 1977 году. Похоронен на Ваганьковском кладбище.

### Семья
- Сын — Андрей Викторович Бабуров (1937—2012), советский и российский архитектор, урбанист, теоретик архитектуры.

## Основные работы
- 1927 — проект перестройки корпусов текстильной фабрики в Ногинске;
- 1927 — проект здания детского сада для текстильной фабрики в Ногинске (осуществлён);
- 1929 — проект планировки жилого района и жилого дома в Сталинграда;
- 1930 — конкурсный проект планировки и застройки Чарджуя, а также трёх типов жилых домов (в составе бригады ВОПРА совместно с арх. О. М. Бальяном, А. М. Заславским, И. П. Кычаковым, А. М. Файфелем)[3][11];
- 1931 — проекты планировки юго-восточного района Москвы по заказу Архитектурно-планировочного Управления Моссовета (принят для разработки);
- 1931 — проект планировки и застройки города Балахны Горьковской обл. (утверждён);
- 1932 — конкурсный проект реконструкции Москвы по заказу АПУ Моссовета (в составе бригады ВОПРА совместно с арх. А. А. Карповым, И. П. Кычаковым, А. Я. Васильевым и А. Ф. Фридляндом)[1][3][12];
- 1932 — проект планировки посёлка и застройки жилых кварталов, а также проекты двух типов жилых донов и коммунальных учреждений для посёлка «Майнефть» у станции Апшеронская близ города Майкоп (совместно с арх. Е. В. Астровой, А. А. Карповым и И. П. Кычаковым)[13];
- 1933 — заказной проект здания Академии коммунального хозяйства в Москве (принят к осуществлению);
- 1933 — проект планировки и застройки посёлка у города Каменска на Урале (осуществлён);

Проекты, разработанные в архитектурно-планировочной мастерской № 9 Моссовета
- 1934 — Схема планировки пригородной зоны Москвы (в радиусе 50 км). (совместно с арх. В. А. Шквариковым, А. А. Карповым, И. В. Ламцовым, А. П. Пажитновым)[5][14];
- 1934 — проект планировки Шоссе Энтузиастов. (рук. авт. коллектива Архитектурно-планировочной мастерской № 9 Моссовета)[5];
- 1934 — проект планировки р-на Тушино — Ленинградское шоссе. (рук. авт. коллектива Архитектурно-планировочной мастерской № 9 Моссовета);
- 1934 — проект планировки р-на Перово-Кусково. (рук. авт. коллектива Архитектурно-планировочной мастерской № 9 Моссовета);
- 1934 — проект планировки р-на Октябрьское поле — Серебряный Бор (рук. авт. коллектива Архитектурно-планировочной мастерской № 9 Моссовета);
- 1934 — проект планировки р-на Текстильщики-Люблино (рук. авт. коллектива Архитектурно-планировочной мастерской № 9 Моссовета);
- 1934 — проект планировки загородного парка на реке Клязьме (совместно с арх. В. А. Шквариковым)[15];
- 1935 — проект планировки посёлка, застройки жилых кварталов и проекты жилых домов для посёлка у станции Лианозово под Москвой (в сост. авт. коллектива Архитектурно-планировочной мастерской № 9 Моссовета)[16];
- 1936 — проект планировки и застройки города ЦАГИ у станции Ильинская (совр. Жуковский);
- 1937 — проект планировки и застройки посёлка судоремонтного завода у станции Хлебниково (в сост. авт. коллектива Архитектурно-планировочной мастерской № 9 Моссовета);
- 1937 — проекты жилых домов и всех общественно-культурных и бытовых зданий для посёлка судоремонтного завода у станции Хлебниково;
- 1937—1938 — проект планировки части посёлка «Радиолампа» (совр. г. Фрязино) у г. Щёлково;
- 1938 — проект клуба-театра для посёлка у г. Щёлково;
- 1939 — проекты жилых домов для посёлка у г. Щёлково;

Проекты, разработанные в Академии коммунального хозяйства:
- 1940 — проект планировки города Красногорск (включая детальный проект застройки города) (рук. авт. коллектива проектной мастерской Академии Коммунального хозяйства);
- 1940 — проект планировки посёлка для завода под г. Подольском (совр. Климовск); (рук. авт. коллектива проектной мастерской Академии Коммунального хозяйства);
- 1942 — проект планировки посёлка Хайдаркан;
- 1942 — проект здания Управления Электростроя в Ташкенте;
- 1942 — проект архитектурного оформления Северного Ташкентского канала;

Проекты, разработанные в Московском архитектурном институте:
- 1962 — конкурсный проект застройки центра Ташкента. 2-я премия (в сост. авт. коллектива преподавателей МАРХИ)[9];
- 1968 — конкурсный проект планировки и застройки центра Харькова. 1-я премия (рук. авт. колл.)[17];
- 1969 — конкурсный проект планировки и застройки Риги. 2-я премия (совместно с Я. В. Косицким, Е. Н. Микулиной, А. Ф. Квасовым, Е. Крашенинниковой)[9];
- 1971 — конкурсный проект планировки и застройки центра Уфы. 2-я премия (совместно с Я. В. Косицким, Е. Н. Микулиной, В. Сосновским)[9];
- 1972 — конкурсный проект планировки и застройки Калининграда. Поощрительная премия (совместно с А. Ф. Квасовым, Я. В. Косицким, Е. Н. Микулиной, В. Сосновским)[9];
- 1973 — конкурсный проект застройки центра Томска. Поощрительная премия (совместно с А. Ф. Квасовым, Я. В. Косицким, Е. Крашенинниковой, Е. Н. Микулиной, В. Сосновским)[9].
- 1974 — конкурсный проект реконструкции центральной части г. Сумы. 2-я премия (рук. авт. колл.)[18];
- 1975 — конкурсный проект реконструкции центральной части Астрахани. 3-я премия (рук. авт. колл.)[17];